# خديجة جاب الله
خديجة جاب الله من أبرز لاعبي القوى التونسين في الألعاب البارالمبية الصيفية.

## مواضيع ذات علاقة
- تونس في الألعاب البارالمبية الصيفية 2000
- تونس في الألعاب البارالمبية

## روابط خارجية
- خديجة جاب الله على موقع Paralympic.org (الإنجليزية)